# Rothmans Canadian Open 1973
Rothmans Canadian Open 1973 — тенісний турнір, що проходив на відкритих кортах з ґрунтовим покриттям Toronto Lawn Tennis Club у Торонто (Канада). Чоловічий турнір проходив у рамках Commercial Union Assurance Grand Prix 1973, а жіночий — Туру WTA 1973. Тривав з 20 серпня до 26 серпня 1973 року.

## Фінальна частина

### Одиночний розряд, чоловіки
Том Оккер —  Мануель Орантес 6–3, 6–2, 6–1
- Для Оккера це був 12-й титул за сезон і 45-й — за кар'єру.

### Одиночний розряд, жінки
Івонн Гулагонг —  Гельга Ніссен Мастгофф 7–6, 6–4
- Для Гулагонг це був 6-й титул за сезон і 37-й — за кар'єру.

### Парний розряд, чоловіки
Род Лейвер /  Кен Роузволл —  Овен Девідсон /  Джон Ньюкомб 7–5, 7–6
- Для Лейвера це був 9-й титул за сезон і 45-й — за кар'єру. Для Роузволла це був 6-й професійний титул за сезон і 28-й — за кар'єру.

### Парний розряд, жінки
Івонн Гулагонг /  Пеггі Мічел —  Мартіна Навратілова /  Гельга Ніссен Мастгофф 6–3, 6–2
- Для Гулагонг це був 7-й титул за сезон і 38-й — за кар'єру. Для Мічел це був 1-й титул за рік і 1-й — за кар'єру.